# タイラー・ウェントワース・ドール
タイラーウェントワースドール (Tyler Wentworth Doll) はアメリカの着せ替え人形。1/4サイズ(40cm)。ブランドショップ、ハウス・オブ・ウェントワース(House of Wentworth)のオーナー、タイラー・ウェントワースが衣装デザインを担当し、着せ替え用の衣装も、実際に人間用に作られたものをリサイズして仕立てられている。人形本体の製造は、ロバート・トナードール社が担当している。
ウェントワース自身をモデルとして作られた『タイラー（白人女性）』のほかに、『シドニー（白人女性）』『エスメ（黒人女性）』『メイ・リー（中国人女性）』『キャリー（中国人女性）』『マット・オニール（白人男性）』 の人形が存在し、それらはウェントワースの友人をモデルとしていると言われている。
2005年からは、タイラーの妹という位置づけの30cmサイズドール、『マリー・ウェントワース』がコレクションに加わった。
ドルチェ&ガッバーナやラルフ・ローレンとのコラボレーションモデルなどが存在し、子供の遊び道具というよりも、大人向けのコレクターグッズとしての性格が強い。